# 1832年美國總統選舉
1832年美國總統選舉（1832 United States presidential election）是美國第12屆總統選舉，由時任民主黨總統安德魯·傑克遜對上國家共和黨提名的前國務卿亨利·克萊。最終傑克遜以54.2%得票率、219張選舉人票贏得連任。